# بقرزلا
بقرزلا (به عربی: بقرزلا) یک منطقهٔ مسکونی در لبنان است که در شهرستان عکار واقع شده‌است. بقرزلا ۸٫۱۸ کیلومتر مربع مساحت و ۲٬۶۰۸ نفر جمعیت دارد و ۲۶۰ متر بالاتر از سطح دریا واقع شده‌است.